# کوملسک
کوملسک (به لهستانی:  Kumelsk) یک روستا در لهستان است که در گمینا کولنو (استان پودلاسکی) واقع شده‌است.
 کوملسک  ۲۲۷ نفر جمعیت دارد.